# П'єр Уго Меландрі
П'єр Уго Меландрі (італ. Pier Ugo Melandri, 20 березня 1927, Генуя — 12 листопада 2007, Генуя) — італійський футболіст, що грав на позиції захисника. По завершенні ігрової кар'єри — спортивний функціонер.

## Клубна кар'єра
У дорослому футболі дебютував 1945 року виступами за команду клубу «Каркарезе». 
Згодом з 1946 по 1950 рік грав у складі команд клубів «Каїрезе» та «Савона».
1950 року перейшов до клубу «Дженоа», за який відіграв 4 сезони. Більшість часу, проведеного у складі «Дженоа», був основним гравцем захисту команди. Завершив професійну кар'єру футболіста виступами за команду «Дженоа» у 1954 році.
Помер 12 листопада 2007 року на 81-му році життя у місті Генуя.